# خون‌گرم

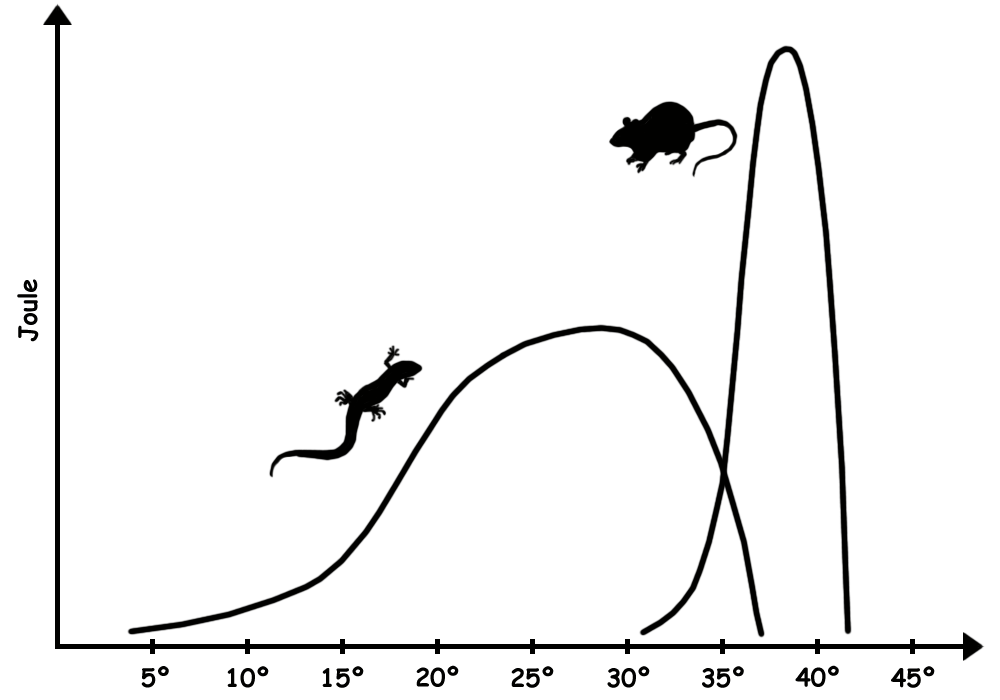
انرژی برون‌ده پایدار یک جانور درون‌گرما (پستاندار) و یک جانور برون‌گرما (خزنده) به عنوان تابعی از دمای هسته

این نمودار تفاوت بین درون‌گرما و برون‌گرما را نشان می‌دهد. موش درون‌گرما است و دمای بدن خود را از طریق هم‌ایستایی تنظیم می‌کند. مارمولک برون‌گرما است و دمای بدن آن به محیط بستگی دارد.

خون‌گرم یا درون‌گرما (به انگلیسی: Endotherm) (از یونانی ἔνδον endon "در درون" و θέρμη thermē "گرما")، جانداری است که دمای بدن خود را، عمدتاً با استفاده از گرمای آزادشده توسط عملکردهای درونی بدن، به جای تکیه تقریباً صرف به گرمای محیط، در دمای متابولیک مطلوب حفظ می‌کند. چنین گرمای تولیدشده درونی به‌طور عمده محصول پدیده سوخت‌ساز معمول جانور است، اما در شرایط سرمای بیش از حد یا فعالیت کم، یک خون‌گرم ممکن است سازوکارهای ویژه‌ای را به کار گیرد که به‌طور ویژه برای تولید گرما سازگار شده‌است. به عنوان مثال می‌توان به فعالیت عضلانی با عملکرد خاص مانند لرز و متابولیسم اکسیداتیو غیرمرتبط، مانند بافت چربی قهوه‌ای اشاره کرد. تنها پرندگان و پستانداران گروه‌های جانوری خون‌گرم جهانی هستند. برخی از تگوهای سیاه و سفید آرژانتینی، کوسه‌های لمنید، ماهی تن و بیل‌ماهی‌ها هم خون‌گرم هستند.
درون‌گرمایی در اواخر دوره پرمین، بین ۲۵۲ تا ۲۵۹ میلیون سال پیش آغاز شد. 